# Platyclarias machadoi
Platyclarias machadoi är en fiskart som beskrevs av Poll, 1977. Platyclarias machadoi ingår i släktet Platyclarias och familjen Clariidae. IUCN kategoriserar arten globalt som otillräckligt studerad. Inga underarter finns listade i Catalogue of Life.